# Bledius condensus
Bledius condensus är en skalbaggsart som beskrevs av Kangas 1938. Bledius condensus ingår i släktet Bledius, och familjen kortvingar. Arten har ej påträffats i Sverige.